# Speculum Humanae Salvationis

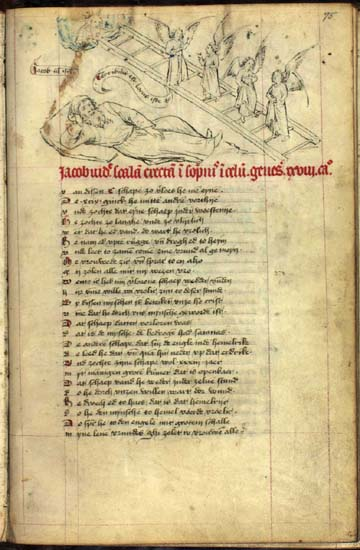
A escada de Jacob de um Speculum de c. 1430, pré-figurando a Ascensão

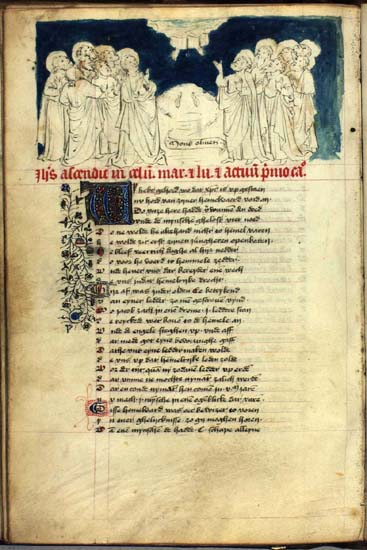
A Ascensão do mesmo manuscrito, veja à esquerda. Biblioteca Real Dinamarquesa

O Speculum Humanae Salvationis ou Espelho da Salvação Humana foi um best-seller anônimo ilustrado da teologia popular no final da Idade Média, parte do gênero da literatura enciclopédica speculum, neste caso se concentrando na teoria medieval da tipologia, segundo a qual os eventos do Velho Testamento prefigurou, ou predisse, os eventos do Novo Testamento. A versão original está em versos rimados em latim e contém uma série de eventos do Novo Testamento, cada um com três eventos do Antigo Testamento que os prefiguram. É um dos livros mais comuns encontrados como manuscritos iluminados e também na primeira impressão tanto em blocos de blocos como em incunábulos.

## Conteúdo
Depois de um curto Prólogo (duas páginas) e Prohemium (quatro), ambos não ilustrados, os dois primeiros capítulos tratam da Criação, da Queda de Satanás, da história de Adão e Eva e do Dilúvio em quatro páginas. Em seguida, siga mais quarenta capítulos de página dupla, onde um evento do Novo Testamento é comparado com três do Antigo Testamento, com quatro imagens cada acima de uma coluna de texto. Normalmente, cada capítulo ocupa uma abertura de duas páginas. Os últimos três capítulos cobrem as Sete Estações da Cruz e as Sete Alegrias e Dores de Maria, com o dobro deste comprimento. Ao todo, uma versão padrão completa tem cinquenta e duas folhas, ou 104 páginas, e 192 ilustrações (incluindo uma página em branco no início e no final). As edições do blockbook eram muito mais curtas, com 116 fotos, duas para uma xilogravura.
A redação do texto segue um esquema exato: vinte e cinco linhas por coluna, com duas colunas por página, uma embaixo de cada miniatura, ou seja, cem linhas por capítulo padrão. Às vezes, também há legendas sobre as fotos, de conteúdo variado. Muitas cópias reduziram o texto original, muitas vezes omitindo os capítulos não padronizados no início ou no final, enquanto outras aumentaram o conteúdo com calendários e comentários ou ilustrações extras.

## Cópias de datação e manuscrito

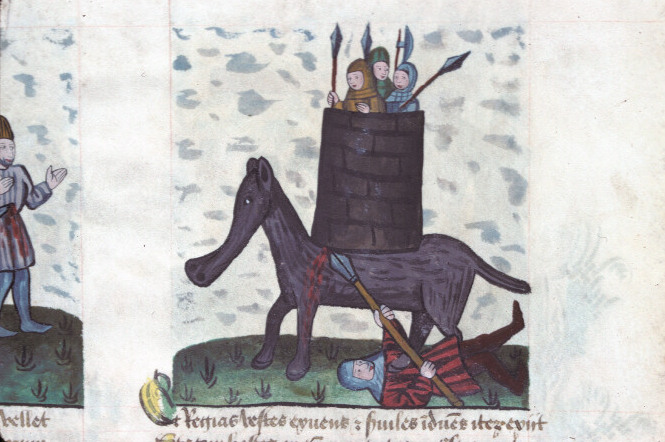
Miniatura de um Speculum manuscrito. Eleazar Maccabeus mata o elefante e é esmagado.

A obra teve origem entre 1309, como indica uma referência à presença do Papa em Avinhão, e 1324, a data em duas cópias. Um prefácio, provavelmente do manuscrito original, diz que o autor não dá seu nome por humildade, embora várias sugestões tenham sido feitas. Ele era quase certamente um clérigo, e há evidências de que era um dominicano. Ludolph da Saxônia é um dos principais candidatos à autoria, e Vicente de Beauvais também foi sugerido.
As primeiras versões são naturalmente em forma de manuscrito iluminado e em latim. Muitas cópias foram feitas, e várias centenas ainda sobrevivem (mais de 350 somente em latim), muitas vezes em traduções para diferentes línguas vernáculas; pelo menos quatro traduções diferentes para o francês foram feitas, e pelo menos duas para o inglês. Também havia traduções para o alemão, holandês e tcheco.
Versões de manuscritos cobriam toda a gama do mercado de manuscritos: alguns são ricamente decorados e luxuosamente, para um mercado de luxo, enquanto em muitos as ilustrações são simples e sem cor. Em particular, excelentes edições flamengas foram produzidas no século XV para Filipe o Bom e outros bibliófilos ricos. O Speculum é provavelmente o título mais popular neste mercado específico de teologia popular ilustrada, competindo especialmente com a Biblia pauperum e a Ars moriendi pelo elogio.

## Edições impressas

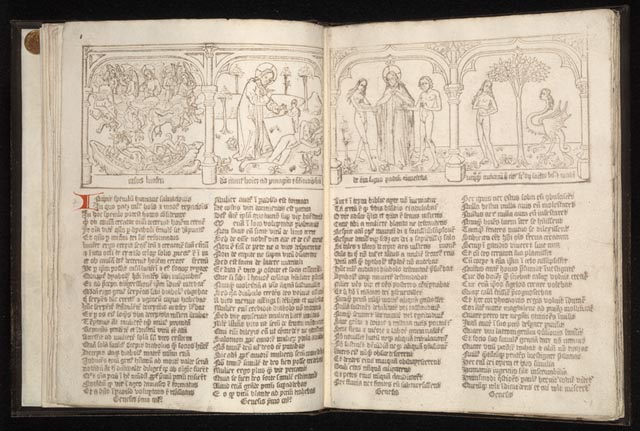
Abrindo de um blockbook misto e edição holandesa de tipo móvel, ca 1470

No século XV, com o advento da impressão, a obra apareceu em quatro edições de blockbook, duas em latim e duas em holandês, e depois em dezesseis edições incunábulos por volta de 1500. Os blockbooks apresentam questões únicas, pois apenas as edições desta obra combinam páginas de xilogravura esfregadas à mão com páginas de texto impressas em tipo móvel. Outras excentricidades incluem uma tiragem de vinte páginas em uma edição que são textos cortados como uma xilogravura, com base em traçados de páginas de outra edição impressos com tipos móveis. Embora as circunstâncias de produção dessas edições sejam desconhecidas, duas das edições são em holandês e a Holanda foi provavelmente o centro de produção, como acontece com a maioria dos blockbooks. Hind os coloca na Holanda, por volta de 1470-75. Parece que o Prohemium pode ter sido vendido separadamente como um panfleto, já que uma versão fala da utilidade dele para "pregadores pobres que não podem comprar o livro inteiro".
As edições incunábulos, de onze impressoras diferentes, principalmente, mas não todas, imprimiram suas ilustrações em xilogravura na imprensa com o texto. Alguns parecem ter sido impressos em duas sessões para textos e imagens. Günther Zainer de Augsburg, um especialista em obras ilustradas populares, produziu o primeiro em 1473, em latim e alemão, e com um resumo métrico recém-adicionado para cada capítulo; esta é considerada uma edição especialmente bonita. Outras edições do incunábulo incluem versões em latim, alemão, francês, espanhol e holandês, e foi o primeiro livro ilustrado impresso na Suíça, em Basel, e na França, em Lyon, que usava os blocos de imagens de Basel, mais tarde também usados na Espanha. Uma edição de Speyer tem xilogravuras cujo design foi atribuído ao Mestre de Housebook. Além disso, a primeira das edições um tanto lendárias supostamente produzidas por Laurens Janszoon Coster, trabalhando antes de Johannes Gutenberg, foi um Speculum. Mesmo que a história de Coster seja ignorada, a obra parece ter sido a primeira impressa na Holanda, provavelmente no início da década de 1470. As edições continuaram a ser impressas até a Reforma, que mudou a natureza da devoção religiosa em ambos os lados da divisão católico / protestante, e fez o Speculum parecer desatualizado.

## Influência iconográfica
As imagens no Speculum foram tratadas em muitos estilos e mídias diferentes ao longo dos dois séculos de sua popularidade, mas geralmente o essencial das composições permaneceram bastante estáveis, em parte porque a maioria das imagens teve que manter sua correspondência com seu número oposto, e freqüentemente as figuras foram colocadas para destacar essas correspondências. Muitas obras de arte em outras mídias podem ser vistas como derivadas das ilustrações; foi, por exemplo, a fonte evidente de representações para a Visão de Augusto no Retábulo de Bladelin de Rogier van der Weyden e outras obras neerlandesas primitivas. Em particular, a obra foi usada como um livro de padrões para vitrais, mas também para tapeçarias e esculturas.